# 214P/LINEAR
214P/LINEAR, komet Jupiterove obitelji